# Kleinwasserkraft Unteres Traisental
Das Untere Traisental wird vom Fluss Traisen durchzogen, dessen Wasser seit Jahrhunderten zur Energiegewinnung genutzt wird. Ein Teil der Wassermenge wird über zwei 26 km lange Mühlbäche (Werksbäche), links und rechts der Traisen, ausgeleitet, wobei maximal 10 m³/s, jeweils 5 in beide Werksbäche, abgeleitet werden dürfen. Entlang dieser Mühlbäche befinden sich 51 Wasserkraftwerke mit einer Gesamtleistung von 6,526 MW und einer jährlichen Stromerzeugung von rund 29 bis 36 GWh. Die Kraftwerke in den beiden Mühlbächen bilden die längste Kette von Kleinwasserkraftwerken in Europa.

## Geschichte
Erste Belege für Mühlen reichen bis ins Jahr 1000 zurück, erste Belege für eine geordnete Wasserwirtschaft bis ins Jahr 1112. In diesem Jahr begründete das Stift St. Georgen an der Traisen eine Klostermühle zur Sicherstellung des Hausbedarfs und der wirtschaftlichen Selbstversorgung. Zur Nutzung des Wassers aus dem Dorf Kagran (Chagrana) ersuchten Propst Hartwig und der Konvent des Stifts bei Bischof Otto II. von Freising um Genehmigung, Wasser über das Gebiet der Freisinger Kirche abzuleiten. Die Erlaubnis wurde durch Vermittlung von Bischof Chunrad aus Passau erteilt, und ein neues Werkbachsystem wurde angelegt. Dieses System beginnt unterhalb der alten Aumühle (heute Butonia Werk), führt über die Fräuleinmühle, Zotlöderermühle sowie Benda/Lutz Werke und endet an der Klostermühle. Der Bach bildete die Grundlage für die Entwicklung der Wassernutzung in Kleinwasserkraftwerken der Region und mündete in den 1899 gegründeten, eigenständigen Wolfs-Winkel Wasserwerksverband. Im Jahr 1352 erhielt das Stift St. Andrä/Traisen unter Propst Otto die Genehmigung, einen Wasserfluss über das Stiftsgut des Stifts Herzogenburg zu leiten, was zum Ausheben des heutigen rechten Werksbaches führte, der über Unterwinden, St. Andrä, Einödt und Traismauer verlief. 1922/23 wurde dieser Mühlbach stillgelegt und ein neuer Werksbach für das Elektrizitätswerk in Oberndorf angelegt. Infolgedessen entstand planmäßig eine Kette von Mühlen, Hammerwerken und weiteren Anlagen.

## Elektrifizierung
Ende des 18. Jahrhunderts siedelten sich entlang der unteren Traisen zahlreiche gewerbliche und industrielle Betriebe an, die auf historischen Wasserrechten, teils von ehemaligen Mühlenstandorten stammend, eine effiziente Nutzung der Wasserkraft ermöglichten. Diese frühe Nutzung legte den Grundstein für die Errichtung der ersten Elektrizitätswerke, die die steigende Nachfrage nach elektrischer Energie deckten.
Nach dem Ersten Weltkrieg führten steigende Strombedarfe zur Gründung der TEGA (1919) in Herzogenburg und der Stollhofner Elektrizitätswerke (1920) in Sitzenberg. Diese Wassergenossenschaften errichteten ein Versorgungsnetz sowie Kleinwasserkraftwerke in Oberndorf am Gebirge und Stollhofen.
Da die TEGA noch kein eigenes Kraftwerk betrieb und eine rasche Stromversorgung erforderlich war, wurde zwischen Juni 1920 und Februar 1921 eine Übergangslösung etabliert. Mehrere Unternehmen schlossen Einzelverträge zum Strombezug ab, die die Errichtung provisorischer Hilfszentralen ermöglichten. Ein markantes Beispiel stellt das Abkommen mit der Vereinigte Bronzefarben-Christbaumschmuck- & Wunderkerzen-Werke Gesellschaft m.b.H., Georg Benda, Lutz und Schwarz, Ges.m.b.H. dar, das eine zentrale Rolle in dieser Phase spielte. Gleichzeitig wurde ein 20-kV-Netz über 140 km Länge sowie regionale Transformatorstationen errichtet, wobei der Netzausbau trotz wirtschaftlicher Unsicherheiten kontinuierlich vorangetrieben wurde.
Im November 1920 wurde mit behördlicher Genehmigung ein neues Wasserkraftwerk in Stollhofen errichtet, das an das bestehende 20-kV-Netz angeschlossen wurde und die regionale Elektrifizierung vorantrieb. Das erweiterte öffentliche Stromnetz versorgte Haushalte, Gewerbebetriebe und die Straßenbeleuchtung. Der Bau des Kraftwerks war jedoch durch wirtschaftliche Herausforderungen wie Inflation und eingeschränkte Transportmöglichkeiten erschwert, da schwere Komponenten häufig mit einfachen Fuhrwerken transportiert werden mussten.
Wirtschaftliche Schwierigkeiten führten 1922 zur Übernahme der Genossenschaften durch die NEWAG, die sowohl Anlagen als auch bestehende Schulden übernahm. Als Ausgleich erhielten die Genossenschaften Aktien und Obligationen. 1924 wurde das von der TEGA initiierte Wasserkraftwerk Oberndorf am Gebirge fertiggestellt, was einen bedeutenden Meilenstein für die regionale Energieversorgung darstellte.

## Modernisierung / Ökologisierung

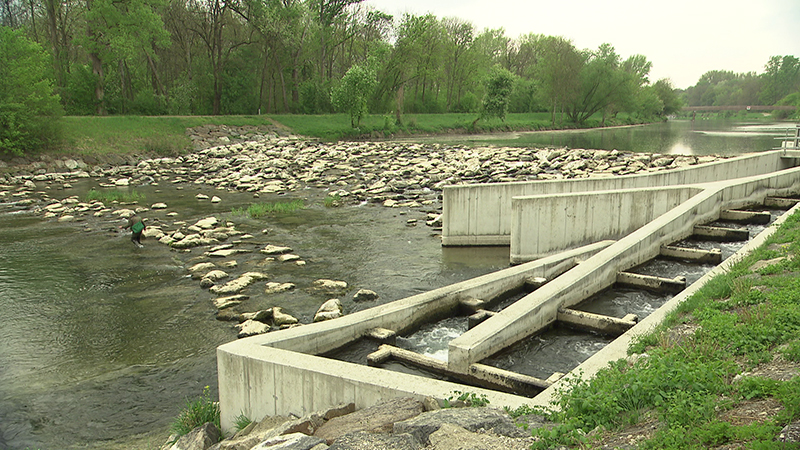
Fischaufstiegshilfe bei der Wolfswinkler-Wehr

Anfang der 2000er Jahre entsprachen die Kleinwasserkraftanlagen entlang der Mühlbäche nicht mehr den Anforderungen der EU-Wasserrahmenrichtlinie. Um die ökologische Funktion des Flusses zu erhalten, wurde rund 1 Millionen Euro investiert, die in die Errichtung der Fischaufstiegshilfen Errichtung der Fischaufstiegshilfen bei der Spratzener-Wehr, Altmannsdorfer-Wehr und Wolfwinkler-Wehr.

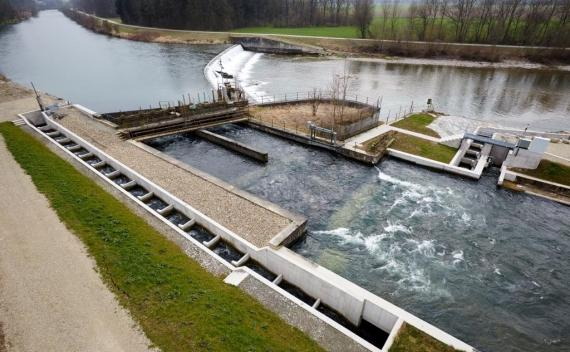
Fischaufstiegshilfe bei der Altmannsdorfer-Wehr

Eine Maßnahme war, die im Jahr 2016 an der Traisen im Raum St. Pölten errichteten Fischaufstiegshilfen, um die Spratzener-Wehr und die Altmannsdorfer-Wehr für Wanderfische passierbar zu machen. Diese Maßnahme trug erheblich zur Verbesserung der ökologischen Bedingungen in den Gewässerlebensräumen bei. Zudem wurde im Zuge der Sanierung der Wolfswinkler Wehr eine weitere Fischaufstiegshilfe gebaut. Die Umsetzung erfolgte durch die St. Pöltner Wasserwerksgenossenschaft und die Wasserwerksgenossenschaft an der Altmannsdorfer-Wehr, mit Investitionen von rund 1,3 Millionen Euro. Die Finanzierung wurde durch Mittel von Bund, Land Niederösterreich und dem NÖ Landesfischereiverband unterstützt. Die Fischaufstiegshilfen sind Teil eines EU-LIFE-Projekts zur ökologischen Aufwertung der Traisen, das unter anderem eine naturnahe Umgestaltung des Mündungsbereichs auf einer Länge von etwa zehn Kilometern umfasst. Die Modernisierungsmaßnahmen führten zu einer 10-prozentigen Steigerung der Stromerzeugung und versorgten dadurch 16.000 Haushalten mehr. Dieser Prozess führte gleichzeitig zu einem erhöhten Umwelt- und Energiebewusstsein und der Anschließung mehrerer Gemeinden an die Modellregion Unteres Traisental-Fladnitztal.

## Geographische Lage

Geographische Lage aller Kleinwasserkraftwerke entlang der Mühlbäche

Der linke und rechte Mühlbach fließen jeweils auf der Seite der Traisen entlang. Stand 2021 gibt es 51 Kraftwerke, die jeweils auf den linken und rechten Werksbach aufgeteilt sind. Am rechten Werksbach befinden sich 21 Kleinwasserkraftwerke und am linken 30.

## Wehrverbände
Die Wehrverbände in der Region wurden zwischen dem 12. und 14. Jahrhundert gegründet, um den Wasserfluss der Traisen zu regulieren, eine geregelte Zufuhr von Betriebswasser zu gewährleisten, Werksbäche zu regulieren und die Werksanlagen vor Hochwasser zu schützen. Die heutigen Wehrverbände fanden ihren Ursprung zwischen 1848 und 1863 und umfassen unter anderem die St. Pöltner Wasserwerksgenossenschaft und die Wasserwerksgenossenschaft am Altmannsdorfer Wehr. Ihre Aufgaben umfassen die Instandhaltung von Wasserbauanlagen, die Pflege der Einlassgräben und die Durchführung von Maßnahmen gemäß dem Wasserrechtsgesetz, finanziert durch Beiträge der Grundbesitzer.
Ein weiterer spezifischer Wehrverband ist die Wolfswinkler Wassergenossenschaft, die 1793 gegründet wurde und die das Wolfswinkler Wehr betreibt, das den linken Mühlbach mit Wasser versorgt. Mitglieder sind Betreiber von Wasserkraftwerken wie Benda Lutz Werke und Gutschermühle Traismauer sowie kleinere Betreiber wie Miedler Kleinwasserkraftwerke. Die Hauptaufgabe dieser Genossenschaft ist die Wahrung der Wasserbezugsrechte und die Pflege der Wasserbauanlagen.